# Bagnerot
Le Bagnerot est un cours d'eau du département des Vosges, dans la région Grand Est, dans l'ancienne région Lorraine (France), affluent gauche du Côney donc sous affluent du Rhône, par la Saône.

## Géographie
Il prend sa source à l'étang du Void du Fou, à 429 mètres d'altitude, sur le territoire de la commune de Xertigny.
Au bout de ses 13,4 km, il rejoint le Côney, en rive gauche, en aval du Moulin au Bois, à 260 m d'altitude) sur la commune de Bains-les-Bains.

### Communes et cantons traversés
Dans le seul département des Vosges, le Bagnerot traverse les quatre communes suivantes, de l'amont vers l'aval, de Xertigny (source), La Chapelle-aux-Bois, Les Voivres, Bains-les-Bains (confluence).
Soit en termes de cantons, le Bagnerot prend source et conflue dans le nouveau canton du Val-d'Ajol, dans l'arrondissement d'Épinal.

### Bassin versant
Le Bagnerot traverse une seule zone hydrographique « le Coney du ruisseau Grandrupt inclus au ruisseau de la Fresse inclus » (U012) de 349 km2 de superficie. Ce bassin versant est constitué à 50,37 % de « territoires agricoles », à 46,76 % de « forêts et milieux semi-naturels », à 2,76 % de « territoires artificialisés ». 

## Affluents
Son principal affluent et le seul référencé est le ruisseau nommé le Récourt (rg), longueur : 7,4 km.
De nombreux cours d'eau de plus faibles importances rejoignent le Bagnerot le long de son trajet. Citons par exemple :
- Ruisseau venant de l'étang des Flétrys (rd),
- Ruisseau venant de l'étang du Grand Bois (rd)
- Ruisseau venant de l’étang Jean Français (rd),
- Ruisseau venant de l’étang du Ban Saint-Pierre (rd),
- Ruisseau à Hardémont (rg), avec l'Étang de la Penotte
- Ruisseau à La Rappe (rd), (avec l'étang de l'Homme Mort)

Donc son rang de Strahler est de un.

## Hydrologie
Il n'y a pas de station de mesure de débits sur ce cours d'eau.
La station la plus proche se situe sur le Côney, à Fontenoy-le-Château. Le débit spécifique (ou Qsp) atteint 16,7 litres par seconde et par kilomètre carré de bassin pour cette rivière. Le module du Bagnerot serait donc d'environ 0,75 m3/s[réf. nécessaire]